# Dasypolia banghaasi
Dasypolia banghaasi là một loài bướm đêm trong họ Noctuidae.